# 鸭池镇
鸭池镇，是中华人民共和国贵州省毕节市七星关区下辖的一个乡镇级行政单位。

## 行政区划
鸭池镇下辖以下地区：
头步村、新坝村、银河村、干海子村、青湾村、庙脚村、营脚村、鸭池村、甘堰塘村、石格村、石桥村、王家湾村、上坝村、下坝村、哈啷村、岩头村、赶场坝村、核桃村、煤冲村、干龙滩村、草堤村、营中岩村、河坝村、蚂蝗村、小寨村和十八村。